# 西久保瑞穗
西久保瑞穗（日语：／ Nishikubo Mizuho，1953年1月15日—），日本男性動畫作家、動畫導演。出身於東京都。

## 人物
本名。有時會使用山口 直樹這個名字。
當他在押井守手下負責演出時，他使用自己的本名。在這種情況下，劃分、過程如下：
1. 押井將負責分鏡、佈局檢查、音樂指導和聲音指導。
2. 西久保隨後在出現的原圖中檢查了該劇的內容和台詞。
3. 押井和他檢查畫板上的顏色和顏色設定。
4. 西久保檢查美術和人物的顏色。
5. 電影拍攝完成後，西久保向攝製組給出了詳細的指示。
6. 完成後，色彩設定和攝影人員西久保會再次進行最終剪輯，進行微調。
7. 他和押井充分利用了分散式檔案系統進行了重新調整。

這個過程就是這樣進行的。
音樂評論家萩原健太是他的朋友，比他小2歲，來自廣播研究會。
他的妻子是配音員水谷優子，他的表兄是搖滾樂手忌野清志郎。

## 來歷
西久保瑞穗以本身喜歡做事，所以覺得做音樂製作人會很有趣，於是就向唱片公司應徵工作，但每次都以失敗告終。不過，他並不是特別想成為一名音樂家，他重新考慮了一下，覺得如果要創作，可以是電影，也可以是其他什麼，一次偶然的機會下，他在報紙上看到了龍之子製作公司（以下簡稱龍之子）的招聘廣告。1975年11月6日，還是早稻田大學學生的他決定要當一位製作人，於是以研修生的身分加入了龍之子。據他透露，他原本說自己對動畫一無所知，但當他加入公司時，他認為只要自己能做點什麼就可以了。他與同時代的真下耕一、植田秀仁以及2年後加入的押井守並稱為「龍之子四天王」。1979年，他離開龍之子，師從出崎統，參與製作《凡爾賽玫瑰》和《明日之丈2》等電視動畫。
1983年，他被任命為電視動畫系列《美雪、美雪》的第一任系列導演，該系列由龍之子的前成員宮田知行擔任製作人。此後，他擔任了《街角的童話》和《輕井澤症候群》等OVA作品的導演，這兩部作品均由宮田在Kitty film的三鷹工作室製作。他專長於青少年故事。宮田離開Kitty Film，創立J.C.STAFF的時候，西久保還在他之前的公司龍之子擔任電視動畫《赤光彈茲里安》的導演。在前同事押井守和植田秀仁的幫助下，該計畫獲得了大量動畫迷的支持。該作品的兩位關鍵工作人員石川光久和後藤隆幸創立了I.G龍之子，即後來的Production I.G。成為後來西久保將Production I.G作為本身活動基地的契機。
他擔任Production I.G企劃、原作、製作遊戲《YARUDORA》系列的動畫導演。
他也曾為東京迪士尼度假區的「夢想成真的地方」和梅賽德斯-賓士的「NEXT A-Class」製作電視廣告。
對於《數位惡魔物語 女神轉生》，他首次與鈴木敏夫合作擔任製作人。
1994年11月19日，與水谷優子結婚。
2014年，《喬望尼之島》獲得安錫國際動畫影展審查員特別獎。他還在奇幻國際影展、每日電影、和芝加哥兒童影展等上獲得了無數獎項。
2016年，擔任日本新媒體動漫藝術節動畫部門審査員。
2019年，擔任每日電影獎動畫部門審査員。

## 參加作品

### 執導作品

#### 電視動畫
1983年
- 美雪、美雪 ※首席導演。

1987年
- 赤光彈茲里安（日语：赤い光弾ジリオン） ※首席導演。

1989年
- 天空戰記 ※首席導演。

2004年
- 御伽草子

#### 電影動畫
1990年
- 「EIJI」（日语：「エイジ」）

2006年
- 不可思議貓森林（日语：アタゴオル）

2009年
- 宮本武藏 -雙劍飛馳之夢-（日语：宮本武蔵 -双剣に馳せる夢-）

2014年
- 喬望尼之島

#### OVA
1984年
- 街角的童話（日语：街角のメルヘン） ※總導演。

1985年
- 輕井澤症候群（日语：軽井沢シンドローム） ※總導演。

1986年
- 加州危機 追擊的槍火（日语：カリフォルニア・クライシス 追撃の銃火）

1987年
- 數位惡魔物語 女神轉生

1988年
- 赤光彈茲里安 歌姬夜曲（日语：赤い光弾ジリオン）

1989年
- 天空戰記 天空界紀念[注 1]

1992年
- 電影少女 -VIDEO GIRL AI-
- 奧羅蘭的貓咪（日语：ねこひきのオルオラネ）

1994年
- 爆炎學園Guardless（日语：爆炎CAMPUSガードレス）

#### 網路動畫
2012年
- NEXT A-Class

#### 遊戲
- YARUDORA系列
  - 雙面嬌娃（1998年，動畫導演）
  - 擁抱季節（1998年，動畫導演、編劇、分鏡、演出）
  - 茉莉花（1998年，動畫導演）
  - 雪割花（1998年，動畫導演、分鏡、演出）
  - SCANDAL（日语：スキャンダル (ゲーム)）（2000年，動畫導演）

#### 其它
- 史萊姆冒險記 烏爾夫盡所能之卷（日语：スライム冒険記）（1998年）
- 東京迪士尼度假區 電視廣告 實現美夢的場所（2012年）
- （2017年）

### 分鏡、演出等
1976年
- 時間飛船（演出）
- 保羅歷險記（—1977年，演出）

1977年
- 棒球少年貫太（日语：一発貫太くん）（演出）
- （—1978年，演出）
- 萬能賽車飛龍號（日语：とびだせ!マシーン飛竜）（—1978年，演出）

1978年
- 科學小飛俠II（—1979年，演出）

1979年
- 科學小飛俠F（演出）
- 動畫紀行 馬可波羅的冒険（日语：アニメーション紀行 マルコ・ポーロの冒険）（—1980年，演出）
- 凡爾賽玫瑰（—1980年，演出）

1980年
- 明日之丈2（—1981年，導演）

1981年
- 黃金戰士Gold Lightan（—1982年，編劇、演出）

1982年
- 太陽戰士（日语：太陽の子エステバン）（分鏡、演出）
- 福星小子 (1981年版)（分鏡）

1985年
- 魔法之星愛美（分鏡）

1986年
- 光之傳說（分鏡） ※山口直樹名義。

1989年
- 大耳鼠（分鏡） ※山口直樹名義。

1990年
- 羅賓漢大冒險（分鏡） ※山口直樹名義。

1990年
- 昆蟲物語 孤兒哈奇 (1989年版)（分鏡） ※山口直樹名義。

1991年
- 天空戰記 創世前的暗鬥（系列監修）

1992年
- 聖飢魔 ～充滿人類愛的社會～（日语：HUMANE SOCIETY 〜人類愛に満ちた社会〜）（分鏡） ※山口直樹名義
- 跑吧！美樂斯（分鏡）

1993年
- 機動警察2 the Movie（演出） ※西久保利彥名義。

1995年
- GHOST IN THE SHELL／攻殻機動隊（演出） ※西久保利彥名義。

1997年
- GHOST IN THE SHELL／攻殻機動隊 國際版（演出）

1998年
- 秋葉原電腦組（分鏡） ※山口直樹名義。
- 魔法陣都市（分鏡） ※山口直樹名義。
- 機械女神JtoX（分鏡） ※山口直樹名義。

2003年
- 萬花筒之星（分鏡） ※山口直樹名義。

2004年
- 攻殼機動隊2 INNOCENCE（演出） ※西久保利彥名義。
- 無罪的情景 Animated Clips（演出）

2006年
- 立食師列傳（日语：立喰師列伝）（演出） ※西久保利彥名義。

2008年
- 空中殺手 The Sky Crawlers（演出） ※西久保利彥名義。

2010年
- 玩伴貓耳娘（分鏡） ※山口直樹名義。
- 天降之物f（分鏡） ※山口直樹名義。

2011年
- 女神異聞錄4 the ANIMATION（分鏡） ※山口直樹名義

2012年
- Surprise 4 U 開頭篇（演出）
- Surprise 4 U ～沙月的不可思議的挑戰～「昨日與今日」篇（演出）
- Surprise 4 U ～沙月的不可思議的冒險～「今日與明日」篇（演出）

2015年
- 屍者的帝國（演出） ※西久保利彥名義。

2021年
- 吸血鬼之愛（演出） ※西久保利彥名義。

## 腳註